# Обмеження за віком
Обмеження за віком — законодавча політика у низці держав стосовно творів масової культури, в основному: фільмів, телепередач та відеоігор. Система рейтингів «Обмеження за віком» безпосередньо пов'язана з такою політикою: вона використовується для інформування батьків про доцільність перегляду певного твору дітьми.

## Фільми
Система обмеження за віком призначена для класифікації фільмів щодо їх придатності для аудиторії з точки зору такого змісту, як секс, насильство, наркоманія, лихослів'я, нахабство або інших типів тем, прийнятних для повнолітніх. Зокрема, видачу рейтингу можна назвати сертифікацією, класифікацією, сертифікатом або рейтингом.
Це робиться для того, щоб допомогти батькам вирішити, чи буде фільм прийнятним для їхніх дітей. Та все ж, ефективність цих позначень широко оскаржується. Крім того, в деяких юрисдикціях рейтинг може покласти на кінотеатр юридичне зобов'язання не допускати дітей або підлітків до кінозали. Крім того, якщо кінотеатри не мають такого юридичного зобов'язання, то вони можуть накласти такі обмеження самостійно. Рейтинги часто використовують замість цензури. Кінотеатри часто мають обмеження за часом на який час діти можуть прийти з батьками.
В Україні використовується Система вікової класифікації відеопродукції в Україні. У таких країнах, як Австралія, Австралійська атестаційна комісія вирішує за рейтингами; в інших країнах, таких як Сполучені Штати, це робиться за допомогою невеликих комітетів, якщо не було відповідної урядової постанови. У більшості країн, однак, фільми, які вважаються аморальними, піддаються цензурі, обмеженню або забороні. Навіть якщо система рейтингу не має юридичних наслідків щодо фільму, і фільм явно не був обмежений або заборонений, то там, як правило, існують закони, які забороняють певні фільми до перегляду неповнолітніми.
Вплив специфічних чинників при ухваленні рішення про рейтинг варіюється від країни до країни. Наприклад, в таких країнах, як США, фільми з сильним сексуальним змістом часто обмежуються лише дорослими глядачами, в той час як в таких країнах, як Франція та Німеччина, сексуальний зміст розглядається набагато більш поблажливо. З іншого боку, фільмам з насильницьким вмістом часто надаються високі рейтинги, або навіть піддаються цензурі в таких країнах, як Німеччина і Фінляндія, в той час як такі країни, як США пропонують більш м'які оцінки насильницьких фільмів.
Також можуть впливати на процес класифікації й інші фактори. Такі, як, сюжетний контекст, в якому говориться або заохочується насильство чи вживання наркотиків. Це можу бути сказане протагоністом, з яким глядач має себе уособлювати, або антагоністом. У Німеччині, наприклад, фільми із зображенням явного насильства під час війни в реальному контексті (таких, як Друга світова війна) обробляються більш поблажливо, ніж фільми з чисто вигаданим конфліктом.
Фільм може бути виробленим одразу з особливим рейтингом. Він може бути перевиданий, якщо бажаний рейтинг не підходить, особливо аби уникнути більш високого рейтингу, ніж передбачалося. Фільм також може бути відредагованим для створення альтернативної версії для інших країн.

## Відеоігри
На відеоігри обмеження накладається згідно з їх змістом. Невеликий віковий ценз (6 — 12 років), як правило, дається на ігри зі змістом, який може бути неналежним чином сприйнятий людьми, які не досягли цього віку. А вже вищий ценз (16 — 18 років) дається на ігри зі сценами яскраво вираженого насильства і сексуального змісту.